# 春天，塞纳河上的大碗岛

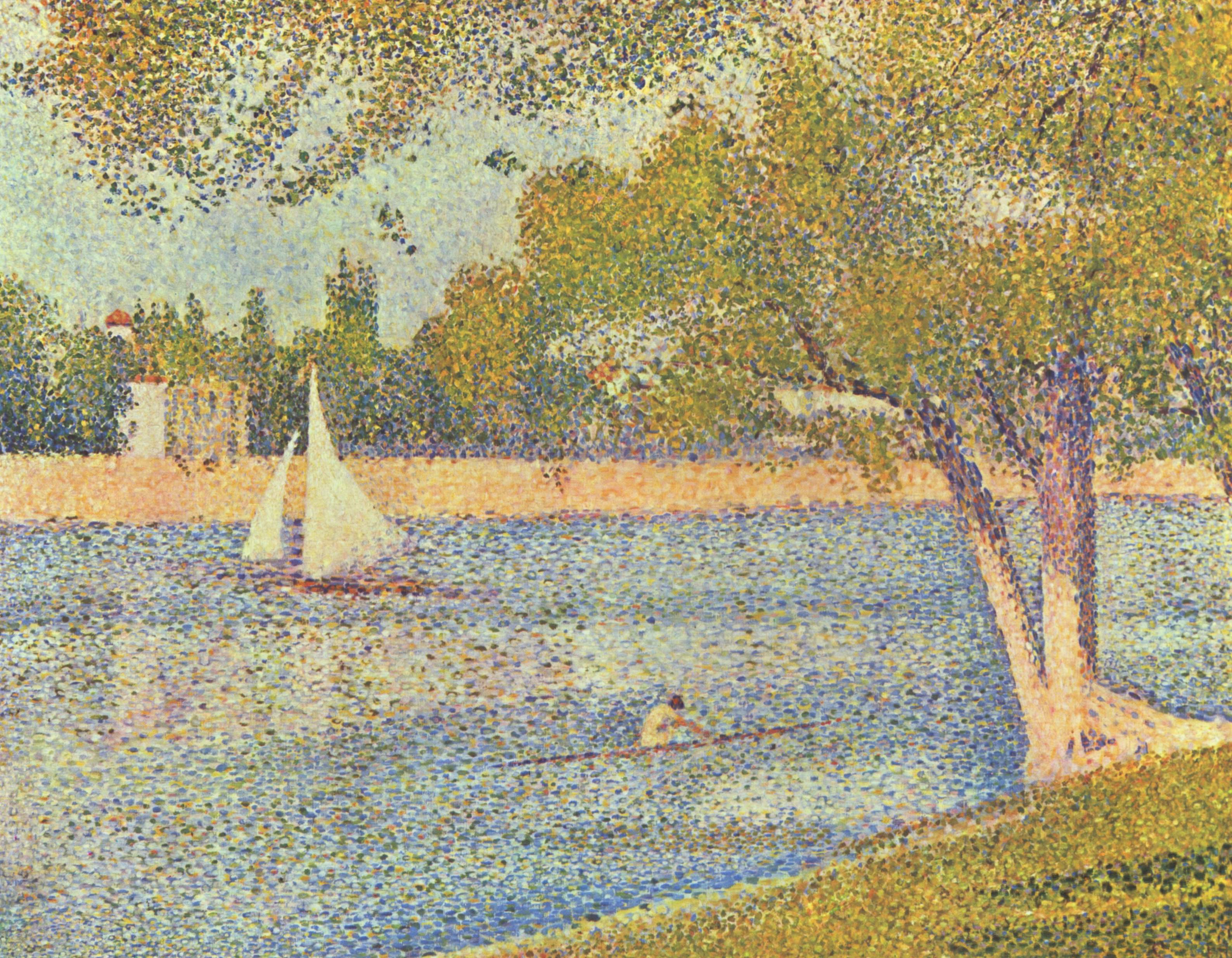

《春天，塞纳河上的大碗岛》（法語：La Seine à la Grande-Jatte）是法国画家乔治·修拉的一幅风景油画，绘于1888年，画幅 65 × 82 cm，属于点彩画派。现藏于布鲁塞尔的比利时皇家美术博物馆。